# Кампу-Бониту
Кампу-Бониту (порт. Campo Bonito) — муниципалитет в Бразилии, входит в штат Парана. Составная часть мезорегиона Запад штата Парана. Входит в экономико-статистический микрорегион Каскавел. Население составляет 5179 человек на 2006 год. Занимает площадь 433,836 км². Плотность населения — 11,9 чел./км².
Праздник города — 31 октября.

## История
Город основан 31 октября 1986 года.

## Статистика
- Валовой внутренний продукт на 2003 год составляет 67 780 668,00 реалов (данные: Бразильский институт географии и статистики).
- Валовой внутренний продукт на душу населения на 2003 год составляет 13 145,98 реалов (данные: Бразильский институт географии и статистики).
- Индекс развития человеческого потенциала на 2000 год составляет 0,687 (данные: Программа развития ООН).